# 26e régiment d'infanterie (France)
 (février 2023).
Pour les articles homonymes, voir 26e régiment.
 (février 2023).
Le 26e régiment d'infanterie (26e RI) est un régiment d'infanterie de l'Armée de terre française créé sous la Révolution à partir du régiment de Bresse, un régiment français d'Ancien Régime.

## Création et différentes dénominations
- 1585 : levée du régiment Choiseul-Praslin.
- 1616 : prend le nom de régiment d'Hostel.
- 1682 : prend le nom de régiment de Poitou.
- 1776 : le régiment de Poitou est dédoublé : 
Les 1er et 3e bataillons conservent le titre, les drapeaux et le costume du régiment de Poitou ; 
Les 2e et 4e bataillons forment le régiment de Bresse.
- 1er janvier 1791 : tous les régiments prennent un nom composé du nom de leur arme avec un numéro d’ordre donné selon leur ancienneté. Le régiment de Bresse devient le 26e régiment d'infanterie de ligne ci-devant Bresse.
- 1794 : Amalgamé il prend le nom de 26e demi-brigade de première formation.
- 1796 : reformé en tant que 26e demi-brigade de deuxième formation.
- 1803 : renommé 26e régiment d'infanterie de ligne.
- 1814 : pendant la Première Restauration et les Cent-Jours, le régiment garde son numéro.
- 16 juillet 1815 : comme l'ensemble de l'armée napoléonienne, il est licencié à la Seconde Restauration.
- 11 août 1815 : création de la Légion du Morbihan.
- 1820 : la 55e légion du Morbihan est amalgamée et renommée 26e régiment d'infanterie de ligne.
- 1882 : devient 26e régiment d'infanterie.
- 1914 : à la mobilisation, donne naissance au 226e régiment d’infanterie.
- 1942 : dissolution
- 1944 : nouvelle formation du 26e régiment d'infanterie
- 1945 : dissolution
- 1947 : formation du 26e bataillon d'infanterie
- 1949 : devient 26e régiment d'infanterie
- 1956 : devient 26e régiment d'infanterie motorisée
- 1962 : devient  26e régiment d'infanterie
- 1998 : dissolution.

## Historique des garnisons, combats et batailles

### Ancien Régime
Le régiment est envoyé soutenir les insurgés américains lors de la guerre d'indépendance des États-Unis de 1779 à 1783.

### RévolutionetEmpire

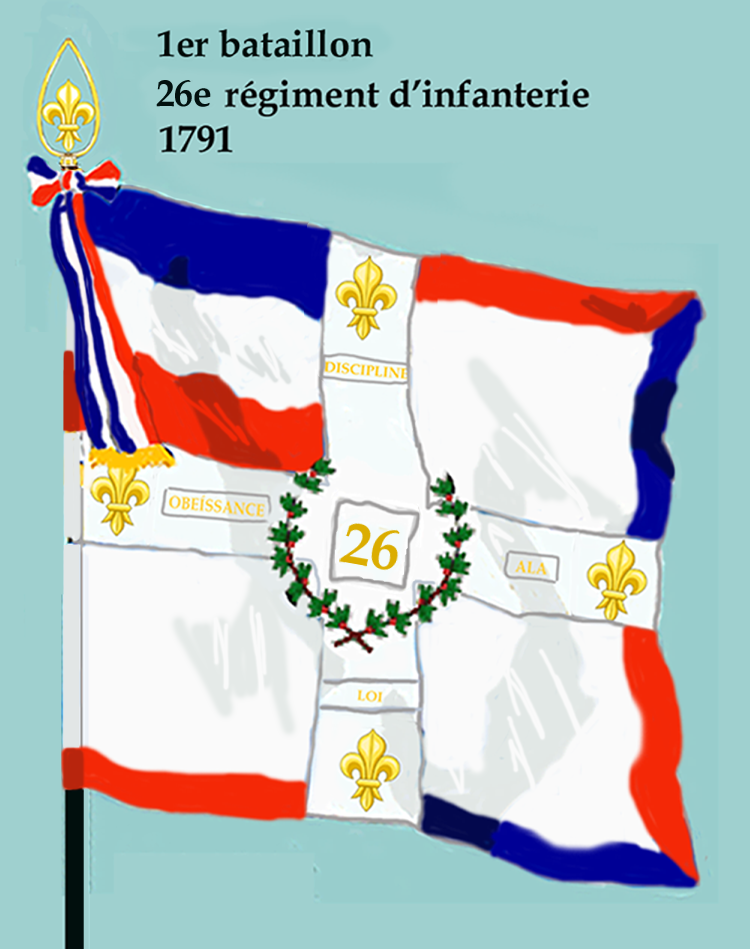
Drapeau du 1er bataillon du 26e régiment d'infanterie de ligne de 1791 à 1793
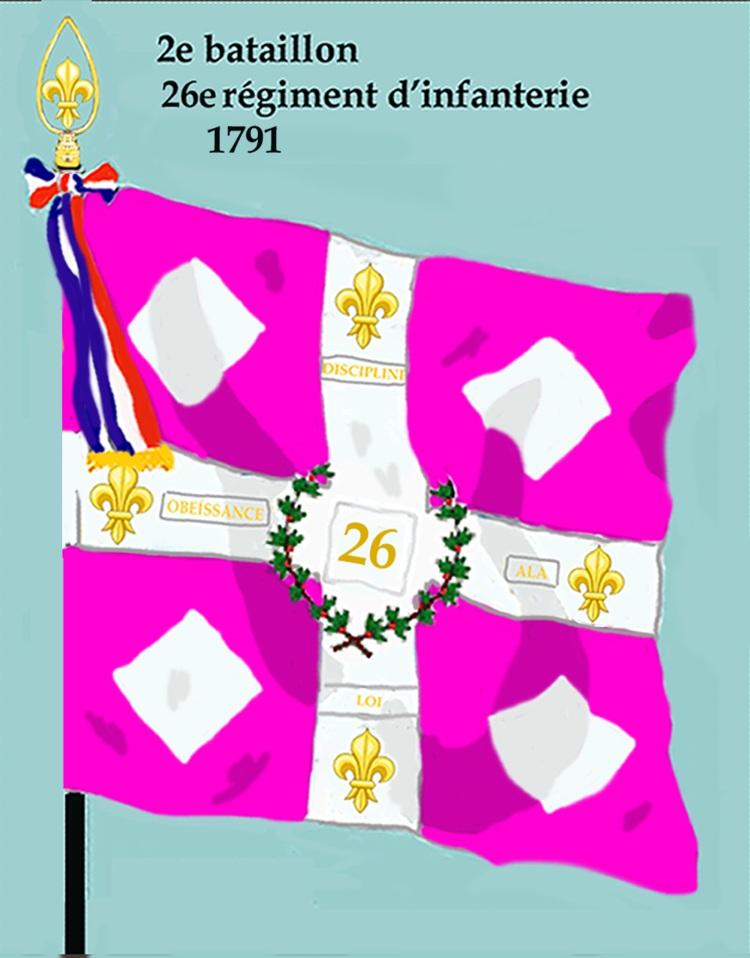
Drapeau du 2e bataillon du 26e régiment d'infanterie de ligne de 1791 à 1793

- 1793 : Expédition de Sardaigne, prise du couvent de Marianda durant la bataille de Farinole, et campagne de Corse où les compagnies du 26e présentent à Bonifacio sont prises à partie par les volontaires du 2e bataillon de la Corse entrés en insurrection et sont contraintes de se réfugier à Sartène.
- 1794 :
  - Lors du premier amalgame création de la 26e demi-brigade de première formation, formée des :
    - 2e bataillon du 13e régiment d'infanterie (ci-devant Bourbonnais) ;
    - 4e bataillon de volontaires de la Manche ;
    - 9e bataillon de volontaires de Seine-et-Oise ;

  - siège de Calvi, prise de Charleroi, Fleurus, Namur, Coblence et Ehrenbreistein ;
- 1795 : Hunsruck et Meissenheim.
- 1796 :
  - Reformé en tant que 26e demi-brigade de deuxième formation avec les :
    - 16e demi-brigade de première formation (2e bataillon du 8e régiment d'infanterie (ci-devant Austrasie), 2e bataillon de volontaires de la Haute-Marne et 3e bataillon de volontaires du Cantal) ;
    - 1er bataillon de la 170e demi-brigade de première formation (2e bataillon du 93e régiment d'infanterie (ci-devant Enghien), 4e bataillon de volontaires de la Haute-Marne également appelé bataillon de volontaires de Chaumont et 10e bataillon de volontaires du Jura) ;
- 1797 : Bussolin, Saint-Ambroise et Rivoli ;
- 1799 : Pastrengo, Magnano, Suse, Ponti-di-Nave et Novi ;
- 1800 : Montebello et Castel-Franco ;
- 1805 : Lors de la Révolution haïtienne, prise de Roseau à Saint-Domingue.

En 1810, le régiment est renforcé par une partie de la 89e demi-brigade revenue de Saint-Domingue.
Le régiment est ensuite présent simultanément :
- en Guadeloupe et Martinique de 1805 à 1814 ;
- au Portugal de 1807 à 1813 ;
- en Espagne de 1813 à 1814 ;
- en Allemagne en 1813 ;
- en France en 1814 ;
- 1807 : Corps d'observation de la Gironde ;
- 1808 : Armée de Portugal - Guerre d'indépendance espagnole ;
  - Beja, Evora, Rorissa et Vimeiro ;
- 1809 : Braga et Oporto ;
- 1810 : siège de Cuidad-Rodrigo et Busaco ;
- 1811 : Sabugal, Almeida et Fuentes-de-Onoro ;
- 1812 : Salamanque ;
- 1813 : Pampelune, Bidassoa, Pont de Berra et Bayonnette ;
- 1813 : batailles de Lützen, Bautzen, Jauer, bataille de Dresde et bataille de Leipzig ;
- 1814 : Binghen, Fère-Champenoise ;
- 1814 : Bayonne ;
- 1815 : Châtillon, Guerre de Vendée, Bataille des Échaubrognes.

Aucun colonel ne fut tué ni blessé en commandant le régiment pendant cette période.
Officiers blessés ou tués en servant au 26e RI entre 1808 et 1814 :
- Officiers tués : 17 ;
- Officiers morts de leurs blessures : 10 ;
- Officiers blessés : 78.

### De 1815 à 1852
Le régiment participe à l’expédition d'Espagne en 1822-1823 et au soutien de l’indépendance de la Belgique en 1832.
- 1830 : Une ordonnance du 18 septembre créé le 4e bataillon et porte le régiment, complet, à 3 000 hommes[2].

Il est envoyé en Algérie de 1837 à 1844,,.
Un bataillon du 26e quitte Alger, débarque à Oran dans la nuit du 13 au 14 janvier 1842, et est dirigé sur Tlemcen. 
 Le 21 février, le régiment fait partie d'une expédition dirigée par le commandant supérieur de Miliana contre la tribu des Rhigas. Le bataillon détaché à Tlemcen prend part, du 6 au 14 mars, à l'expédition dirigée par le général Bedeau, contre le camp d'Abd-el-Kader dans les montagnes de Trara et de Nedroma. Il se trouve au combat du 11, livré par la cavalerie ennemie dans les défilés de Keff, et à celui de Bab Taza (dans l'actuelle Wilaya de Tlemcen), le 29 avril, livré contre les ennemis commandés par Abd-el-Kader en personne. Le 11 avril, 22 hommes du 26e, chargés de l'escorte de la correspondance, sont assaillis, entre Boufarik et Beni Mered, par 200  à   300 cavaliers arabes.
Le sergent Blandan commandant le détachement, sommé de se rendre par l'un des Arabes, lui répond par un coup de fusil qui le renverse; alors s'engage un combat acharné. Blandan, frappé de trois coups de feu, tombe en s'écriant « Courage, mes amis, défendez-vous jusqu'à la mort. » Sa noble voix est entendue, et tous sont fidèles à l'ordre héroïque de leur sergent. Mais bientôt, le feu des Arabes, si supérieur en nombre met 17 de ces braves hors de combat. 5 seulement restent debout. Ils défendent encore leurs camarades blessés ou morts jusqu'à l'arrivée des secours amenés par le lieutenant-colonel Moris du 4e régiment de chasseurs, qui se précipitent sur l'ennemi et le mettent en fuite[réf. nécessaire].
Le sergent Blandan mourut le lendemain à Boufarik des suites de ses blessures. 
 Cette action héroïque a été portée à la connaissance de l'armée, par un ordre du jour du gouverneur général, du 14 avril 1842 qui a indiqué : L'armée et les citoyens conserveront longtemps le souvenir héroïque de 21 braves commandés par le sergent Blandan. 
 Une statue du Sergent Blandan a été érigée à Nancy à une extrémité de la rue qui porte son nom.

### Second Empire
En 1854, pendant la guerre de Crimée, le régiment participe aux batailles de l'Alma, de Sébastopol, Inkermann, de Malakoff et à l'expédition de Kerch. Il subit de lourdes pertes lors des combats du 18 juin 1855 (157 tués et disparus et 357 blessés). Il participa le 8 septembre 1855 à la prise de la ville avec pour objectif le Bastion du Mât au sein de la division Autemarre.
Pendant les mois suivant, il offre quelques combats secondaires aux Russes au Corbon-bell le 23 septembre ou sur les hauteurs de Yeni Sala en octobre.
En 1856, le régiment est en garnison à Montélimar avec deux compagnies à Privas avant de partir pour Valence, puis Lyon, jusqu'au printemps 1858. À cette date, le régiment rejoint le camp de Châlons.
Le régiment rejoint ensuite Paris, la caserne de Popincourt puis aux forts d'Ivry et de Bicêtre.
Pendant la guerre d'Italie, le régiment est employé pour tester l'emploi du chemin de fer pour une mobilisation, expérience inédite oubliée en 1870. Ce transport s'arrête à Melun où le régiment stationne plusieurs semaines.
Enfin le régiment est intégré à la 2e division (général Uhrich) du 5e corps d'armée (prince Jérôme Napoléon) pour débarquer dans le Nord de l'Italie à Livourne le 24 mai 1859 et occuper les duchés de Toscane, de Modène et de Parme le 26 juin avant de remonter vers le nord rejoindre les autres corps devant Villafranca à la veille de la signature des préliminaires de paix.
Pendant un an le régiment est en garnison à Bergame. Il quitte Bergame le 16 mai et rejoint la Savoie qui vient d'être rattachée à la France.
Le régiment traverse ensuite la France pour stationner dans la région de Dieppe, Eu et Le Tréport.

### Guerre franco-prussienne de 1870 et Commune
Au 1er août 1870, durant la guerre franco prussienne, le 26e régiment d'infanterie fait partie de l’armée du Rhin et combat à Rezonville, Saint-Privat et Ladonchamp.
Avec le 25e régiment d'infanterie du colonel Gibon, le 26e forme la 1re brigade aux ordres du général de Marguenat. Cette 1re brigade avec la 2e brigade du général comte de Chanaleilles, trois batteries de 4 et une compagnie du génie constituent la 4e division d’infanterie commandée par le général de division Levassor-Sorval. Cette division d'infanterie évolue au sein du 6e corps d’armée ayant pour commandant en chef le maréchal Certain-Canrobert.
7 octobre : Bataille de Bellevue. 
Le dépôt du régiment, situé à Cherbourg forme des renforts d'août 1870 à février 1871 :
- le IVe bataillon (six compagnies) passe au 15e régiment de marche (août),
- la 8e compagnie du IIe bataillon passe au 38e régiment de marche de Paris (août),
- la 8e compagnie du IIIe bataillon passe au 31e régiment de marche (septembre),
- une compagnie de dépôt passe au 37e régiment de marche (octobre),
- une compagnie de dépôt passe au 16e régiment de ligne (octobre),
- deux compagnies de dépôt passent au 51e régiment de marche (octobre),
- trois compagnies forment le bataillon de marche du 26e régiment de ligne (novembre), passé à la 1re division du 21e corps d'armée[8],[9],
- une compagnie de dépôt passe au 64e régiment de marche (décembre),
- une compagnie de dépôt passe au 36e régiment de ligne (décembre),
- une compagnie de dépôt passe au 75e régiment de marche (décembre),
- une compagnie de dépôt passe au 79e régiment de marche (janvier),
- deux compagnies de dépôt passent au 89e régiment de marche (janvier),
- un détachement passe au 90e régiment de marche (février).

Le 26e régiment de ligne est recréé à Cherbourg en avril 1871, avec des éléments du dépôt, les officiers du 126e régiment de ligne dissous et des soldats libérés de captivité en Allemagne.
Durant la Commune de Paris en 1871, le régiment participe avec l'armée versaillaise à la semaine sanglante.

### De 1871 à 1914

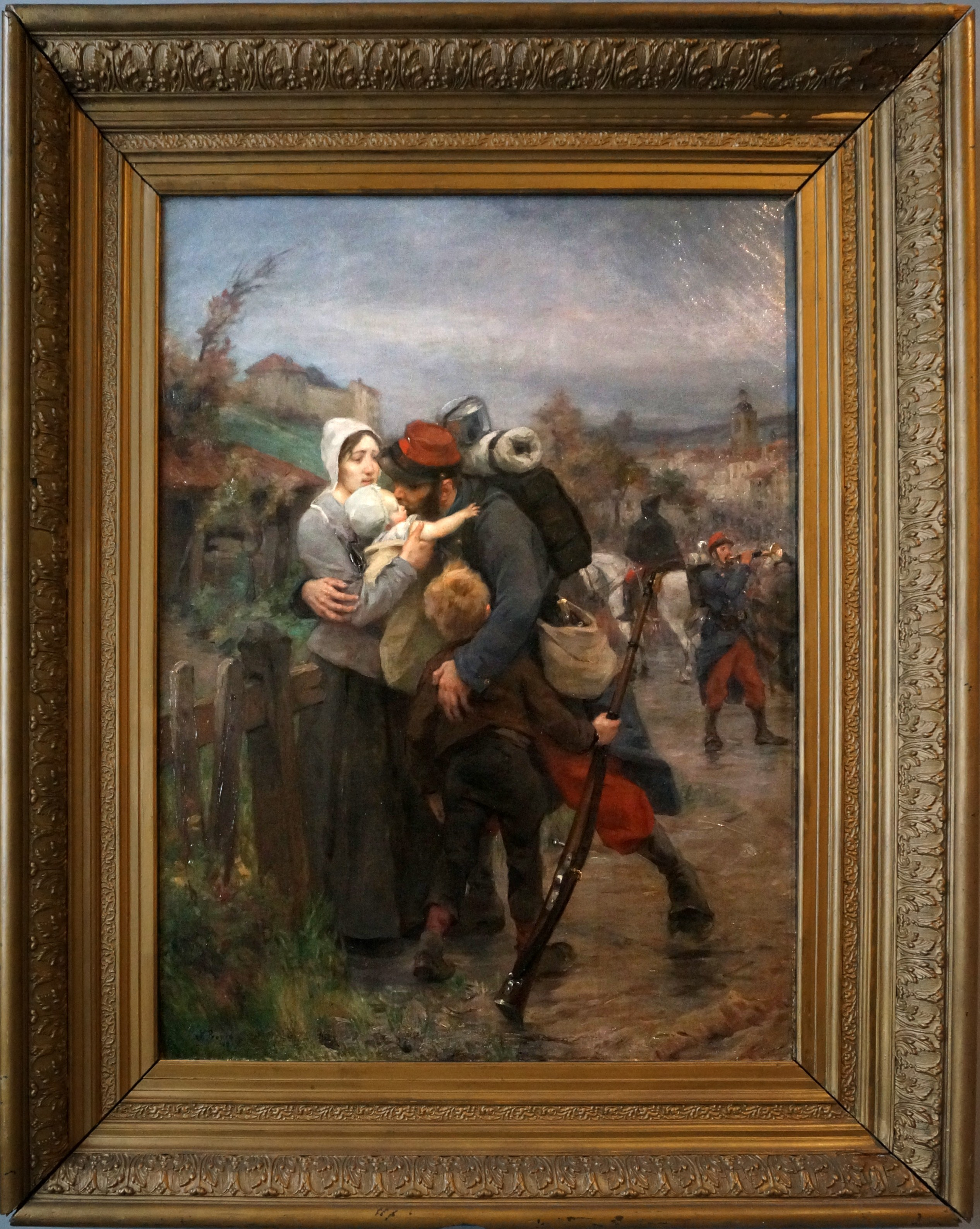
Les adieux d'un réserviste d'un soldat du 26e RI. Tableau de Victor Prouvé daté de 1887.

En septembre 1873, le régiment est rattaché à la 21e brigade de la 11e division d'infanterie.
- Du 1er octobre 1887 à 1914 : en garnison à Nancy. Au début de la Première Guerre mondiale, il fait partie de la 11e division, dite "Division de fer", composée des 26e, 37e, 69e et 79e RI, chargée de garder la frontière situé à l'est de la France.

### Première Guerre mondiale

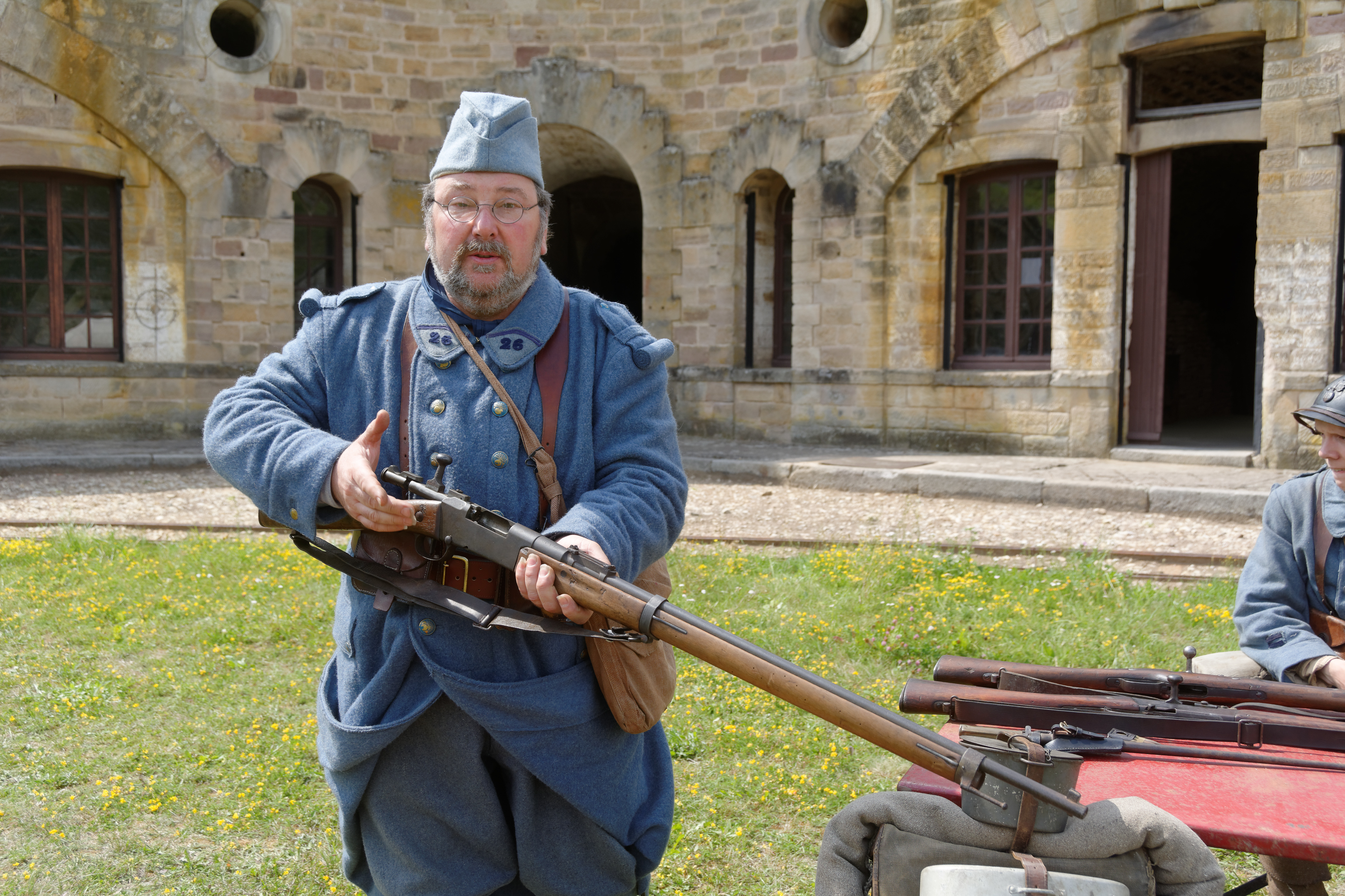
Reconstitution de l'uniforme du vers 1917.

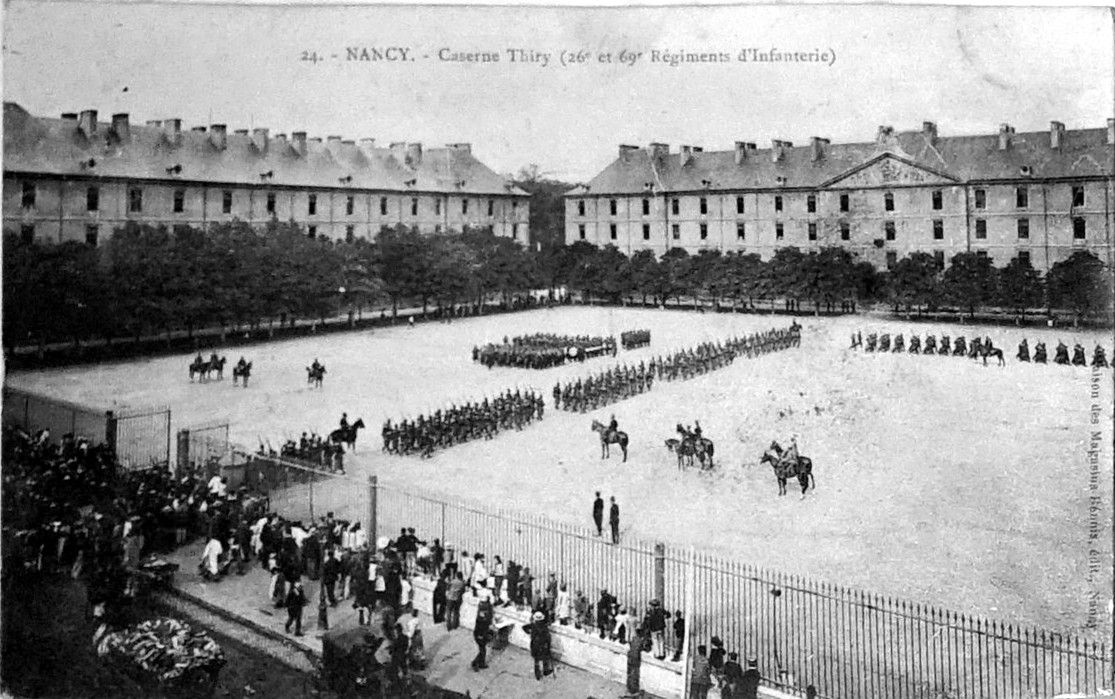
En 1906, les 26e et 69e RI à la caserne Ste Catherine.

Pendant la Première Guerre mondiale, le régiment est rattaché à la 11e division d’infanterie d'août 1914 à novembre 1918.
À la veille de la déclaration de guerre le régiment est toujours en garnison à Nancy dans la caserne Thiry et à Toul.

#### 1914
Du 31 juillet au 12 août 1914, le régiment a pour mission la couverture de la Seille (affluent de la Moselle). Durant cette période, le régiment ne connaît pas une grande activité excepté quelques escarmouches et une action d'éclat. Le lieutenant Jacquesson avec une section de la 8e compagnie délivre, sans aucune perte, un officier blessé du 5e de hussards, retenu dans la ferme du Rhin-de-bois. En outre, le lieutenant ramènera avec lui un sous-officier de chevau-léger bavarois, fait prisonnier au cours de l'expédition.
Le 14 août, le 26e RI prend part à l'offensive de la 2e armée, ce qui donne l'occasion au 1er bataillon du commandant Colin, qui est en avant-garde, de prendre dès 12 h 30, dans un assaut à la baïonnette, le Signal allemand et arrive à s'y maintenir pendant plus de trente heures malgré un bombardement incessant.
Bataille de Morhange
Le 16 août, la 11e division (dont fait partie le 26e RI), résiste à un assaut allemand débouchant de Morhange. Le 3e bataillon du commandant Perrenot envoie un détachement sous les ordres du capitaine Penancier pour s'emparer des bagages du colonel du 137e RI allemand avec pour résultat la prise de 16 voitures à munitions, une voiture d'outils et leurs attelages, ainsi que la capture de 115 prisonniers dont 3 officiers. La 11e division doit tout de même battre en retraite, mais les Allemands ne poursuivent pas.
Bataille de la trouée de Charmes
Le 22 août, la 11e division a été ramenée sur la Meurthe entre Saint-Nicolas-de-Port et Rosières-aux-Salines. Mais les Allemands, plutôt que de prendre Nancy, préfèrent entrer dans Lunéville et porter leurs efforts sur la trouée de Charmes qui est le point de jonction des 1re et 2e armées françaises. Le 25 août, la 11e division est lancée contre le flanc de la 6e armée allemande et remporte la bataille du Grand Léomont qui permet d'arrêter l'offensive allemande. Le 26e RI a une part très active dans les opérations, le bataillon Colin enlève successivement Anthelupt puis la ferme des Œufs-Durs. Les Allemands sont surpris de la fougue de la 11e division dont ils croyaient avoir fait chuter le moral après la défaite de Morhange, aussi les contre-attaques allemandes sont elles aussi menées avec ardeur. Le lendemain à l'aube, le bataillon Colin tenait fermement la crête du Grand Léomont alors que le bataillon Savary (2e bataillon du 26e RI) occupait le village de Vitrimont. Les positions du 26e RI et du reste de la 11e division menaçant fortement la ligne de communication allemande (Arracourt-Lunéville), la 6e préfère se replier. C’est la première victoire française de la Grande Guerre, elle est encore aujourd'hui commémorée par un monument à la gloire de la 11e division sur la colline du Grand Léomont. Ce succès coûte cher au régiment et à la division qui subissent de lourdes pertes. Le capitaine Notter tombe à Friscati le 28 août ; parmi les blessés se trouvent le général de brigade Delbousquet, le colonel du 26e RI d'Armaud de Pouydraguin et le commandant du 3e bataillon de ce même régiment, Perronot.
Bataille de Vitrimont (9 septembre)
La lutte continue un peu sur les hauteurs de Friscati, aux abords de Lunéville, mais les Allemands dont l'offensive était brisée se retournent vers Nancy, ce qui donna lieu à la bataille du Grand Couronné (4 au 12 septembre). Dans la nuit du 4 au 5 septembre, le 26e RI doit tenir les positions du Petit et du Grand Léomont qui sont attaquées violemment par les Allemands. Après diverses attaques et contre-attaques, le 26e RI arrive à maintenir l'intégralité de sa position. Les autres positions françaises ont très bien tenu. Pour achever ce succès français, les 1er et 2e bataillons du 26e sont mis à disposition de la 39e division pour attaquer Drouville. Après ce nouveau succès, les Allemands sont repoussés au-delà de la frontière en Lorraine le 12 septembre, au moment où les Français remportent aussi la bataille de la Marne.
La course à la mer
la 11e division est envoyée par voie de mer dans la Somme où elle débarque aux environs du 20 septembre. Pour la bataille de Cappy-Dompierre-Becquincourt, le 25 septembre, la division met trois régiments en première ligne: le 37e, le 79e et le 26e RI. Le bataillon Colin (1er du 26e RI) s'empare durant cette journée du village de Cappy ainsi que du bois d'Olimpe, tandis que le 2e bataillon (commandé par Savary) pénètre dans Dompierre-Becquincourt. Quant au 3e bataillon (commandé par Weiller), il est envoyé pour combler un trou entre les 37e et 79e RI. Pendant sa progression il a l'occasion de capturer plusieurs pièces d'artillerie de 77 à l'ennemi. Malgré cette victoire le régiment est en deuil à la suite de la perte de son second colonel Ungerer, tué dans le bois d'Olimpe par un éclat d'obus.
À partir du 29 septembre, le 26e est chargé de la prise du village de Fricourt, qui ne se termine que le 2 octobre. En effet, les troupes allemandes ont disputé chaque maison, chaque mètre de terrain. Au cours de cette sanglante bataille, le régiment perd son troisième chef de corps, en la personne du commandant Savary, tué le 1er octobre. Le commandant Colin lui succède à la tête du régiment. Le 26e RI est ensuite porté un peu plus au nord où se déroule l'affaire du château de Bécourt. La 3e compagnie (Weiller) est attaquée par 7 compagnies allemandes dans la nuit du 7 au 8 octobre. La 3e compagnie résiste si bien qu'elle permet au commandant Colin de contre-attaquer et même d'encercler les Allemands dans le parc du château. Le 26e RI fait alors prisonnier 1 lieutenant-colonel, 7 officiers et 400 soldats. Presque autant de soldats allemands sont tués dans le château.
Le 10 octobre, le 26e RI arrive en Artois. Dès l'arrivée de son premier bataillon, celui-ci est engagé pour soutenir la division de cavalerie Baratier qui lutte désespérément dans le village de Monchy-au-Bois. Le 3e bataillon parti dans la nuit du 9 au 10, après avoir fait une marche forcée de quatorze heures, arrive lui aussi à la rescousse. Le 11 octobre, le commandant Colin envoie le 3e bataillon du 26e RI et le 1er du 69e à l'attaque de d'une crête reliant les villages de Foncquevillers et Bienvillers. La partie nord de Foncqueviliers est investie par la 12e compagnie du capitaine Jacquesson, qui en chasse les Allemands et prend au passage un canon de 77, un caisson et des attelages. Dans les jours qui suivent la lutte continue pour s'emparer de Fonquevilliers où le 17e bavarois et le 4e régiment de la Garde prussienne livrent une résistance acharnée. Cela donne l'occasion au caporal Dohm (12e compagnie du 26e RI) de s'emparer du drapeau du 17e bavarois, il n'en récupère que la hampe, la soie ayant été brûlée par ses derniers défenseurs, avant qu'ils ne soient faits prisonniers (3 officiers et 25 hommes).
Bataille des Flandres
Belgique : le 6 novembre, le 26e embarque pour la Belgique, il débarque le 7 novembre à Elverdinge, alors que la bataille d'Ypres bat son plein. Il est engagé au sud d'Ypres en soutien du 69e RI pour repousser l'offensive allemande, débouchant de Wytschaete, sur Groot-Vierstratt et Saint-Éloi. Ensuite le 26e est envoyé plus au nord, dans la région de Boesinghe, pour secourir le 2e groupe de cavalerie qui, bien que soutenu par les territoriaux, est acculé au canal de l'Yser. Le 12 novembre, le 26e RI et le 37e RI chargent les Allemands. Ils s'emparent du Bois triangulaire et repoussent les Allemands jusqu'à Korteker. Cette réussite est due au 26e, en particulier au 1er bataillon (commandant Beaujean) et au bataillon Penancier (2e) qui, après avoir débouché de Pilkem, ont avancé sans relâche. Cette action leur vaut d'apparaître dans l'ordre d'opération du général de Mitry, commandant du 2e corps de cavalerie dans ces termes : « Les 26e et 37e RI ont continué à progresser, faisant l'admiration de tous. »
Cette citation est suivie d'une deuxième, cette fois dans l'ordre des armées. Le 14 novembre, les troupes allemandes lancent quatre régiments à l'assaut du Bois Triangulaire et de la Ferme des Anglais. Après un bref moment de recul et de démoralisation, le 26e se reprend et lutte fermement, comme le 2e bataillon galvanisé par la défense du lieutenant Mettavent et de ses hommes dans la Ferme des Anglais. En fin de journée, le 26e s'est maintenu dans l'intégralité de ses positions. Le lendemain, malgré une tempête de neige, les Allemands repartent à l'assaut et échouent encore une fois se voyant contraints de renoncer à la percée sur Calais. Le 16 novembre, la course à la mer se termine avec la bataille d'Ypres.

#### 1915
Participe à l'offensive d'Artois, et du 25 septembre-6 octobre à la seconde bataille de Champagne par l'attaque de la Butte du Mesnil (du 25 au 30 septembre).

#### 1916
Participe à la bataille de Verdun puis à la bataille de la Somme.

#### 1917
Le 26e RI est envoyé sur le Chemin des Dames (d'avril à mai).

#### 1918
Il est affecté dans l'Aisne et participe à la bataille de Cutry, puis à celle de Fosse-en-Bas (28 juin), ainsi qu'à la prise du Plateau de Pernant (18 juillet) et à la bataille de Nazareth.
- " Unité au moral splendide, foyer ardent des plus belles vertus militaires, le 26eRI a bien mérité de la Patrie." Poincaré, 1919.
- Décret présidentiel conférant au drapeau du 26e RI la Croix de la Légion d'honneur au cours de la guerre 1914-1918. Paris le 4 juillet 1919, ses 6 citations à l'ordre de l'armée lui donnent droit au port de la fourragère aux couleurs du ruban de la Légion d'honneur

### Entre-deux-guerres
La hampe du drapeau du régiment fut décorée de la croix de la Légion d'honneur le 5 juillet 1919

### Seconde Guerre mondiale

#### Campagne de 1939-1940

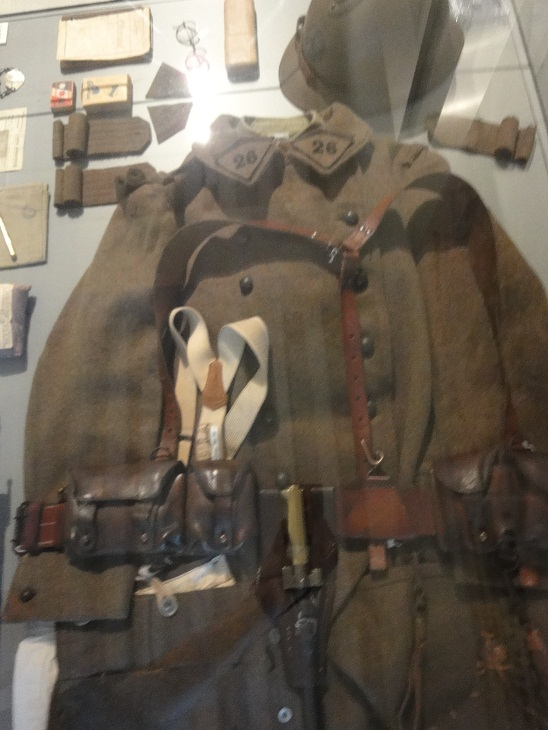
Uniforme des soldats du 26e RI en 1940.

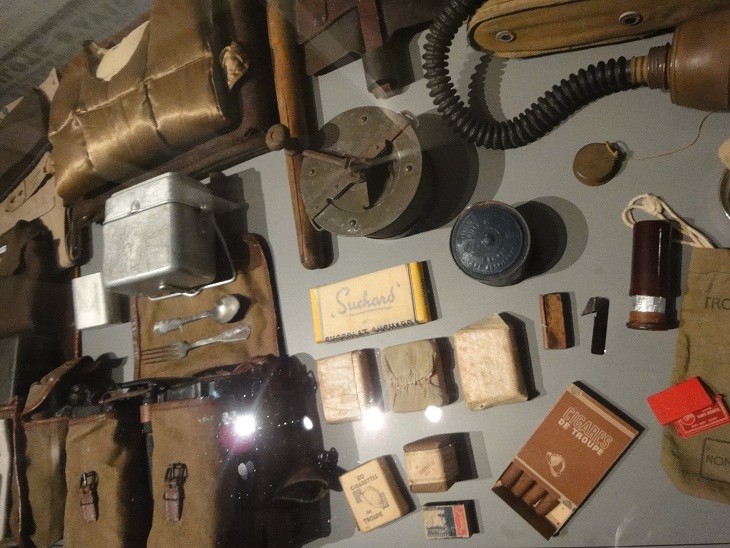
Matériel personnel des militaires du 26e RI en 1940.

La Seconde Guerre mondiale éclata le 3 septembre 1939.
Lors des combats de l'offensive de la Sarre, 3 soldats et un officier sont tués vraisemblablement par des mines le 9 septembre à Sitterswald, appelé à l'époque  "Hitlersdorf" par les Sarregueminoises. Une stèle à leur honneur est érigée à côté de la piscine municipale de Sarreguemines, en face de la forêt de Sitterswald.
Le 10 mai 1940, jour du déclenchement de l'attaque allemande, des avions ennemis laissent tomber entre la gare et le village une soixantaine de torpilles et de bombes incendiaires. Il n'y a que peu de dégâts.
Le 16 mai 1940, le cortège des réfugiés du Nord et des Ardennes traverse Choisy, ce qui provoque l'exode des habitants de la commune, les nouvelles venues de Compiègne étant peu rassurantes. C'est dans une localité où seules restent deux personnes âgées que s'installe le 17 mai le 26e régiment d'infanterie de la 11e division. Sa mission, établir une tête de pont à Choisy, au nord de la rivière, et défendre l'Aisne et la lisière nord de la forêt de Compiègne. Le secteur de Choisy est affecté au 2e bataillon, renforcé par une compagnie d'engins et une section anti-chars polonaise.
Le 20 mai 1940, un bataillon du 141e régiment d'infanterie alpine, venu de Meaux, est mis à la disposition du commandement pour assurer la protection des ponts de Compiègne, Choisy-au-Bac, le Francport et Rethondes. La situation reste calme jusqu'au 5 juin.
Dans la nuit du 6 au 7 juin 1940, les forces françaises de Noyon se replient et la 11e division entre en contact avec l'ennemi.
Un Polonais se noie au barrage de l'écluse du Carandeau. Cela donne lieu à une manifestation d'amitié franco-polonaise, et l'office des morts est célébré à Choisy par le père du Parc, aumônier du régiment.
Les 6 et 7 juin 1940, la commune connaît des alertes.
Le 7 juin 1940, ordre est donné dans la soirée de faire sauter le pont. La section de Goascaradec se replie en exécutant, vers 22 heures, l'ordre donné. L'explosion se fait trop tôt, et le lieutenant Galateau est grièvement blessé.
Le dimanche 9 juin, vers 7 heures du matin, les Allemands apparaissent à Choisy. Un soldat de la 6e compagnie tire, est fait prisonnier, puis s'évade. La patrouille ennemie, qui descend la rue d'Ollencourt, est prise à partie par les Polonais. Deux cyclistes sont tués et un blessé, à hauteur du calvaire, face à la gendarmerie. Dans l'après-midi, des éléments arrivent et l'occupation se renforce. Une patrouille polonaise s'organise, part en reconnaissance en barque, remonte le village, débarque et débouche devant l'église. De nombreux Allemands armés les couchent en joue. Le caporal Lauche cherche à s'esquiver par une propriété entre la rue Boulnois et la rivière. On ne le reverra plus. L'aspirant Jalony traverse la rivière à la nage et rejoint les lignes françaises. Un tir d'artillerie assez efficace retarde l’armée allemande.
Le 10 juin 1940 à 21 heures, le 26e régiment décroche et Choisy-au-Bac est occupé. Quelques maisons, dont le presbytère, sont incendiées. La commune est très près de la zone interdite dont la ligne frontière passe par Noyon.

#### Armée d'Armistice

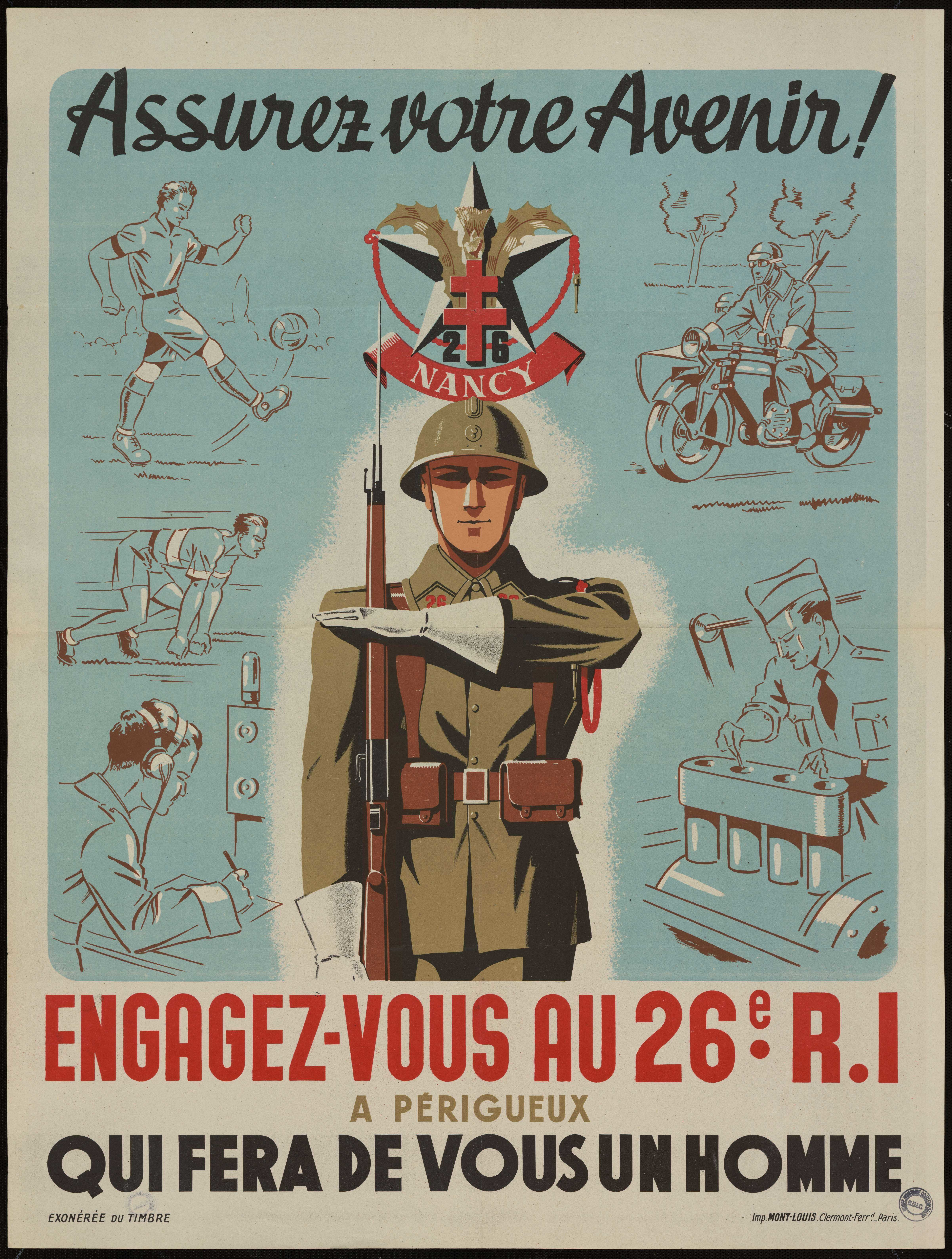
Affiche de recrutement pour le de Périgueux dans l'Armée d'armistice

Le 26e régiment d’infanterie est caserné à Bergerac après l'armistice, replié depuis la Lorraine. Après l'envahissement de la zone sud et la dissolution de leur unité, des membres du 26e régiment vont rejoindre la Résistance et se structurer autour de l’Organisation de résistance de l'armée (ORA) et de l'armée secrète en quatre groupements Dordogne-nord, Périgueux-Nord, Périgueux-ville et Bergerac-Dordogne-sud, ce dernier groupement qui forme le 3e bataillon et réunissait à lui seul, après la dissolution du 26e RI, le 12 novembre 1942, 16 officiers, 75 sous-officiers et 200 hommes de troupe.

#### Libération de la France
Le 26e RI est recréé une première fois le 15 novembre 1944 à partir de membres de l'organisation de résistance de l'Armée et des francs-tireurs et partisans de Dordogne et de volontaires alsaciens-lorrains. Il est renommé 13e régiment d'infanterie le 1er avril 1945, malgré l'insistance de son chef de corps qui distribue à ses hommes des insignes portant le numéro 26.
En effet, un autre 26e RI est recréé à Nancy, le 1er février 1945, à partir d'éléments locaux des Forces françaises de l'intérieur. Régiment de sécurité non endivisionné, son rééquipement est prévu par les Alliés mais n'est pas réalisé et il reste doté d'armement d'origine allemande : 92% des armes individuelles et 72% des mitrailleuses au second trimestre 1945. Il est dissous le 16 octobre 1945 et 1 050 de ses hommes partent renforcer l'infanterie de la 3e division blindée.

### De 1945 à nos jours
L'unité est recréée en avril 1947 au sein du groupement d'infanterie no 2 de Sarrebourg, lorsque la 2e demi-brigade d'infanterie est formée à partir du 151e régiment d'infanterie. Le 26e bataillon d'infanterie, l'un des quatre bataillons de la demi-brigade, redonne naissance le 1er janvier 1949 au 26e régiment d'infanterie, en garnison à Nancy au sein de la 2e division d'infanterie.
Le régiment sous les ordres du colonel Buchalet contribue à reformer le 23e RI en juin 1954 en fournissant l'état-major, la compagnie de commandement et le premier bataillon.
Après juin 1954, le régiment est sous le commandement provisoire du lieutenant-colonel Bachelot.

#### Guerre d'Algérie

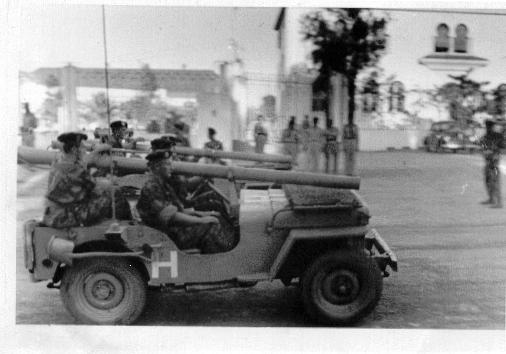
Canon anti-chars M40 de 106 mm sans recul montés sur Jeep, en service en 1956.

En mars 1955, il est transformé en régiment d'infanterie motorisée, sur halftracks. Début juin, il débarque en Algérie avec sa division.
Après quelques opérations en Kabylie jusqu'en fin septembre 1955, le 26e RIM et la 2e DIM partent dans la région de l'est Constantinois. Au printemps 1958, lors de la bataille des Frontières, le régiment est détaché à la 11e division d'infanterie.
À la suite du cessez-le-feu du 19 mars 1962 en Algérie, le 26e RI constitue comme 91 autres régiments, une des 114 unités de la Force Locale en vertu des accords d’Évian du 18 mars 1962. Le 26e RIM forme une unité de la Force locale de l'ordre algérienne, la 411e UFL-UFO composé de 10 % de militaires métropolitains et de 90 % de militaires musulmans à Clairefontaine, qui pendant la période transitoire devaient être au service de l'exécutif Algérien, jusqu'à l'indépendance de l'Algérie.
En octobre 1962, le 26e RIM reprend le nom de 26e RI.

#### Retour en France
Il revient à Nancy en 1963. En mars 1964, le colonel Jacques-Philippe Dehollain prend le commandement du 26e RI jusqu'en 1966.

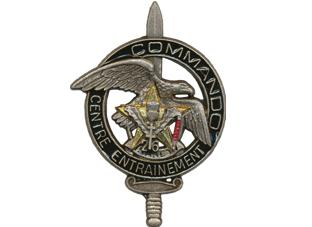
Insigne régimentaire du d'infanterie au centre d'entraînement commando no 8 de Pont-Saint-Vincent (Meurthe-et-Moselle).

Jusqu'au milieu des années 1970, le 26e régiment d'infanterie est basé à la caserne Drouot à Vandœuvre-lès-Nancy, en banlieue de Nancy. C'est alors un régiment d'appelés, seul l'encadrement est d'active. Lors des parades et des défilés, les hommes arborent toujours la prestigieuse fourragère rouge que peu de régiments portent. À cette époque, le 26e reçoit les missions traditionnelles de l'infanterie de choc, axées sur des actions dites "de commando". Il est constitué de trois compagnies de combat, d'une compagnie de commandement et soutien et d'une compagnie d'instruction. Chaque compagnie de combat est constituée de trois sections d'assaut et d'une section d'appui armée de deux canons anti-chars de 106 mm sans recul montés sur Jeeps ainsi que de deux mortiers de 81 mm.
Dans le cadre de la réorganisation et de la modernisation de l'armée de terre, le régiment, en tant qu'unité combattante, est dissous en 1975. L'armée française à cette époque se modernise et évolue, les missions d'infanterie commando qui nécessitent un entraînement de plus en plus poussé et l'utilisation de matériel spécialisé, sont dès lors plutôt confiées à des régiments d'engagés, plus aptes que des appelés à suivre sur une période longue, cette formation et cet entraînement particuliers.
Après cette première dissolution en tant qu'unité de combat, le 26e RI perdure, avec un effectif considérablement réduit et avec un nouvel insigne régimentaire, sous la forme d'encadrement d'un centre d'entraînement aux techniques commando. Situé au fort de Pont-Saint-Vincent, à une dizaine de kilomètres au sud de Nancy, ce centre commando le "n° 8", qui demeurait le seul témoignage encore vivant du 26e RI est définitivement fermé en 1997. Le 26e régiment d'infanterie de réserve a lui-même été dissout un an plus tard.

## Chefs de corps
- 1791 : colonel François Pierre Olivier de Rougé
- 1791 : colonel Pierre-Paul-Antoine de la Guette de Vernon
- 1793 : colonel Jean-Pierre Maurice de Rochon (*)
- 1794 : chef de brigade (colonel) Claude Ursule Gency (*)
- 1794 : chef de brigade (colonel) Baptiste Pierre Bisson (**)
- 1796 : chef de brigade (colonel) Pierre Guillaume Pouchin de La Roche (*)
- 1797 : chef de brigade (colonel) Molard
- 1799 : chef de brigade (colonel) Guillaume Miquel
- 1802 : colonel Félix-Pascal Baciocchi
- 1803 : colonel Guillaume Miquel
- 1808 : colonel Pierre Barrère
- 1810 : colonel Annet Morio de L'Isle (*)
- 1810 : colonel Pierre Étienne Fabry
- 1811 : colonel Marie Stanislas Prévost (*)
- 1813 : colonel Jacques Louis Dornier (*)
- 1815 : colonel Louis-Joseph Hugo
- 1844 : colonel Élie Frédéric Forey
- 1856-30 janvier 1860 : colonel Denis Benjamin de Sorbiers
- 1870-1875 : colonel Hanrion
- 1875-1881 : Quenot
- 1881-1886 : Breugnot
- 1886-1890 : Joly
- 1890-1892 : Belladen
- 1892-1894 : Goulon
- 1894-1895 : Dillon
- 1895-1900 : Kolb
- 1900 : Rodel
- 1900-1904 : Vautier
- 1904-1907 : Goepp
- 1907-1910 : Sibille
- ? : colonel Robert Boissau
- 1910-1914 : colonel Paul François Grossetti
- 1914 : colonel Gaston d'Armau de Pouydraguin (blessé le 25 août pendant la prise du "Grand Léomon") (**)
- 1914 : lieutenant-colonel Ungerer (tué au combat du bois d'Olimpe dans la Somme fin septembre 1914)
- 1914 : chef de bataillon (commandant) Savary (succède au colonel Ungerer fin septembre 1914 mais est tué quelques jours plus tard au combat de Fricourt dans la Somme)
- 1914-1915 : chef de bataillon (commandant) Colin
- 1915-1917 : Salles
- 1917-1918 : Vergnes
- 1918 : Morel
- 1918-1919 : Braun
- 1919-1920 : Meulle Desjardins
- 1920-1921 : Guillaume
- 1921-1923 : Spitz
- 1940 : colonel Didierjean
- 1945 : colonel Nicol
- 1964-1966 : colonel Jacques-Philippe Dehollain (*)
- 1966-1968 : colonel Roger Pichené (*)
- 1968-1970 : colonel René Xhaard (***)
- 1970-1972 : colonel Christian d'Arbonneau
- 1972-1974 : colonel Capelle
- 1974-1976 : lieutenant-colonel Jaujard (ayant été adjoint au 35e RIMéca à Belfort, quartier Friederich)
- 1976-1978 : lieutenant-colonel Pierre Pauvert
- 1978 : lieutenant-colonel Bescondl
- 1993 : colonel Perini

(*) Officiers qui devinrent par la suite généraux de brigade.(**) Officiers qui devinrent par la suite généraux de division. (***) Officiers qui devinrent par la suite généraux de Corps d'Armée

### Première Guerre mondiale

#### État-major du régiment
- Colonel : d'Armau de Pouydraguin
- Lieutenant-colonel : Ungerer
- Médecin-major de 1re classe : Viry
- Capitaine et adjoint : Musseau et Weiller
- Aumônier : abbé Martin
- Officier chargé du service téléphonique : lieutenant Mettavant
- Officier porte-drapeau : lieutenant Guyon
- Officier de détails : lieutenant Barbe
- Officier d'approvisionnement : sous-lieutenant Mauduit
- Chef de musique : Taelman
- Sous-officier adjoint de musique : sergent-major Gourbier

## Drapeau du régiment
Le drapeau du 26e RI a été remis par le président de la République française, le 10 juillet 1880. Il porte  les noms glorieux de :
- « Fleurus 1794 »
- « Constantine 1837 »
- « Beni-Mered 1842 »
- « Sébastopol 1854-55 »

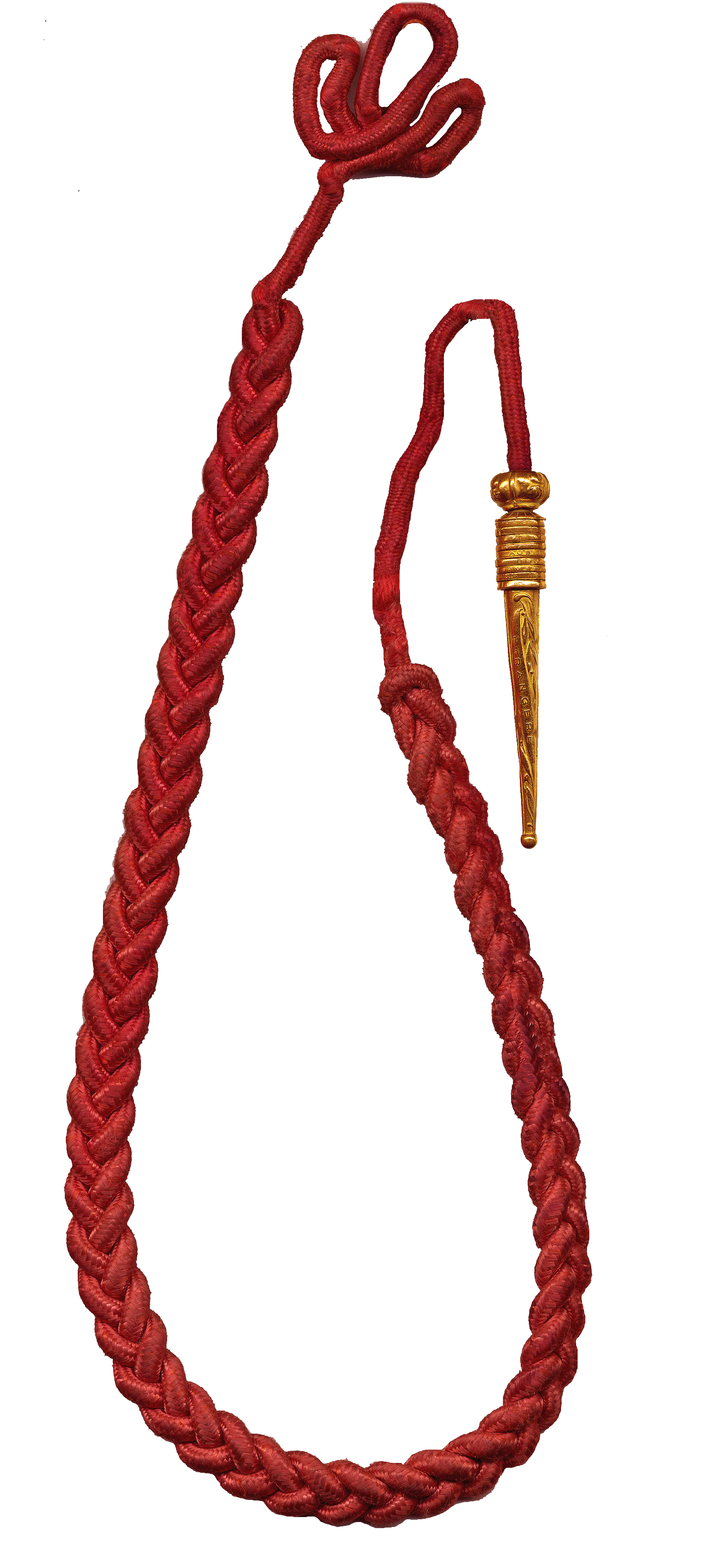
La fourragère à la couleur du ruban de la légion d'honneur portée par les personnels du 26e R.I, à la suite des six citations à l'ordre de l'armée décernées pendant la Première Guerre mondiale.

La Fourragère à la couleur du ruban de la Légion d'honneur décernée le 4 octobre 1918
Après le Premier conflit mondial furent ajoutées les batailles suivantes :
- « Lorraine 1914 »
- « Artois 1914-1915 »
- « Verdun 1916 »
- « L'Aisne 1917-1918 »

Après la Seconde Guerre mondiale :
- « Résistance Dordogne 1944 »

Enfin, pour sa participation à la Guerre d'Algérie (événements d'Algérie) :
- « AFN 1952-1962 »

Le drapeau du 26e RI est décoré de :
- « Légion d'honneur » (décret du 05.07.1919)
- « Croix de guerre 1914-1918 » avec 6 palmes

## Devise
"Qui s'y frotte, s'y pique"

## Insigne
Son insigne présente une étoile à cinq branches, entourée de la fourragère reçue par le régiment et chargée d'un chardon. Le chardon est lui-même chargé d'une une croix de Lorraine encadrée par les chiffres 2 et 6. En pointe, un listel avec l’inscription Nancy.

## Personnalités ayant servi dans le régiment
- Jean Pierre Hippolyte Blandan en tant que sergent - En son hommage, la caserne de Nancy-Vandœuvre est « sergent Blandan »
- Le bienheureux Daniel Brottier (1876-1936), missionnaire spiritain français, volontaire comme aumônier militaire 26e régiment d'infanterie de ligne le 26 août 1914
- Jean-Marie Déguignet
- Maurice Floquet
- Rémy Grillot, alors soldat à la 26e demi-brigade de deuxième formation
- Adhémar Passérieu (1841-1909), alors major puis chef de bataillon
- Raymond Poincaré, futur président de la République, y fut sergent
- Louis de Pontis (1583-1670), maréchal de France, y fut capitaine
- Eugène Tisserant
- Jacques Vial, alors sous-lieutenant au 26e régiment d'infanterie de ligne, ci-devant Bresse
- Robert de La Myre-Mory (1898-1940), engagé en 1917 et mutilé, futur député

### Sources et bibliographie
- Émile Delbauve, Historique du 26e régiment d'infanterie, Berger-Levrault, 1889 (lire en ligne).
- Victor Belhomme, Histoire de l'infanterie en France, t. 5, Henri Charles-Lavauzelle, 1902 (lire en ligne).
- 26e régiment d'infanterie, historique du corps, Service historique de la défense, 4 M 34
- Jean-Marie Déguignet, Histoire de ma vie, éd. An Here, 2000.
- H. Salles, Historique du 26e régiment d'infanterie pendant la Grande Guerre 1914-1918, Nancy, impr. Berger-Levrault, 1919, 240 p., lire en ligne sur Gallica.